# Juan Vendrell
El Dr. Juan Vendrell (---- / ----) "Primer médico masajista de los Hospitales de la Santa Cruz y de Nuestra Señora del Sagrado Corazón de Barcelona"
Publicó con el Dr. J. Solé i Forn (---- / ----), en Barcelona, en el 1900, el libro que marcaría la futura línea de trabajo del masaje terapéutico en España, titulado "Terapéutica Física. Masaje Terapéutico". Posteriormente (20 de marzo de 1906) presentaron su original tratamiento de la obstrucción intestinal por masaje" en Francia. Y que llegó a ser muy útil y famoso, al igual que su "Masaje ginecológico", terapia esta última reservada en la actualidad para la Osteopatía.